# Ірбесартан
Ірбесартан — синтетичний антигіпертензивний препарат, що належить до групи антагоністів рецепторів ангіотензину-ІІ, для перорального застосування. Ірбесартан уперше синтезований у лабораторії компанії «Sanofi Research», яка є частиною «Sanofi», яка й випускає його під торговельною маркою «Апровель».

## Фармакологічні властивості
Ірбесартан — синтетичний лікарський препарат, що належить до групи антагоністів рецепторів ангіотензину-ІІ. Механізм дії препарату полягає у блокуванні зв'язування ангіотензину-ІІ з рецепторами ангіотензину-І, що приводить до вазоділятації, зниженні виділення альдостерону, зниження реабсорбції натрію у нирках. Усі ці ефекти в сумі призводять до антигіпертензивного ефекту. Ірбесартан має високу спорідненість до підтипу AT1-рецепторів ангіотензину-II, через які реалізується дія ангіотензину-II. Він не призводить до інгібування ангіотензин-конвертуючого ферменту (кінінази ІІ), який також розкладає брадикінін, що спричиняє відсутність побічних ефектів, викликаних накопиченням брадикініну. Ірбесартан позитивно впливає на метаболізм вуглеводів та ліпідів, на атерогенез та сповільнює виникнення та прогресування діабетичної нефропатії, зменшує прогресування протеїнурії у хворих цукровим діабетом. При тривалому прийомі ірбесартану спостерігається також регрес гіпертрофії лівого шлуночка та зменшення індексу маси міокарду лівого шлуночка, товщини задньої стінки лівого шлуночка та міжшлуночкової перегородки та максимального і мінімального об'єму лівого передсердя.

### Фармакодинаміка
Ірбесартан добре всмоктується у шлунково-кишковому тракті, біодоступність препарату становить 60—80%. Максимальна концентрація в крові досягається протягом 1,5—2 годин, у жінок концентрація препарату незначно вища. Ірбесартан добре зв'язується з білками плазми крові. Препарат проникає через плацентарний бар'єр та виділяється в грудне молоко. Метаболізується ірбесартан в печінці. Виводиться препарат із організму переважно із калом у вигляді метаболітів, у незначній кількості виводиться із сечею. Період напіввиведення препарату становить 11—15 годин, у жінок час напіввиведення не відрізняється від чоловіків, немає даних про збільшення цього часу при порушеннях функції печінки.

## Показання до застосування
Ірбесартан застосовується для лікування гіпертонічної хвороби, та для лікування хронічних захворювань нирок у дорослих пацієнтів із гіпертонією та цукровим діабетом у складі комплексної терапії, для лікування серцевої недостатності (при підвищеній чутливості до інгібіторів АПФ).

## Побічна дія
При застосуванні ірбесартану можливі наступні побічні ефекти:
- Алергічні реакції та реакції з боку шкірних покривів — часто ( >1%) висипання на шкірі, свербіж шкіри, кропив'янка, лейкоцитокластичний васкуліт, гіперемія шкіри.
- З боку травної системи — часто ( 1—10%) нудота, блювота, діарея; нечасто ( 0,1—1%) печія, диспепсія, жовтяниця, гепатит, порушення функції печінки.
- З боку нервової системи — часто ( 1—10%) головний біль, запаморочення, вертиго, дисгевзія, загальна слабість.
- З боку серцево-судинної системи — часто ( 1-10%) виражена гіпотензія; нечасто ( 0,1—1%) тахікардія.
- З боку дихальної системи — нечасто ( 0,1—1%) кашель, біль в грудній клітці.
- З боку опорно-рухового апарату — часто ( 1—10%) міалгія, судоми м'язів, артралгія.
- З боку сечостатевої системи — нечасто (0,1—1%) порушення функції нирок (у тому числі гостра ниркова недостатність), статева дисфункція.
- Зміни в лабораторних аналізах — анемія, гіперкаліємія, підвищення рівня креатиніну, сечовини та креатинфосфокінази в крові (більшість цих побічних ефектів спостерігались у хворих цукровим діабетом та діабетичною нефропатією); нечасто (0,1—1%) підвищення рівня активності ферментів печінки в крові.

## Протипокази
Ірбесартан протипоказаний при підвищеній чутливості до препарату, вагітності та годуванні грудьми, у дитячому та підлітковому віці. З обережністю застосовують препарат у хворих із двобічним стенозом ниркових артерій або однобічним у випадку єдиної функціонуючої нирки у зв'язку із високою імовірністю розвитку важкої гіпотензії та ниркової недостатності. З обережністю застосовують ірбесартан у випадку мітрального або аортального стенозу або ідіопатичного субатрофічного аортального стенозу; при печінковій недостатності важкого ступеня; дегідратації; гіпонатріємії; атеросклеротичному ураженні судин головного мозку; у хворих, що знаходяться на гемодіалізі.

## Форми випуску
Ірбесартан випускається у вигляді таблеток по 0,075; 0,15 та 0,3 г. Ірбесартан випускається у комбінації з гідрохлоротіазидом під назвою «Ко-апровель» у таблетках по 150 мг ірбесартану та 12,5 мг гідрохлоротіазиду та по 300 мг ірбесартану і 25 мг гідрохлоротіазиду.